# Don't (chanson d'Elvis Presley)
Pour les articles homonymes, voir Don't.
Singles de Elvis Presley
Jailhouse Rock / Treat Me Nice
(septembre 1957) Wear My Ring Around Your Neck
(avril 1958)
Don't est une chanson de blues écrite par Jerry Leiber et Mike Stoller pour Elvis Presley. Elle est sortie en 45 tours sur le label RCA Victor en janvier 1958. Ce single devient le onzième no 1 du chanteur au mois de mars.

## Musiciens
- Elvis Presley : chant
- Scotty Moore : guitare électrique
- Bill Black : contrebasse
- Dudley Brooks : piano
- D. J. Fontana : batterie
- The Jordanaires : chœurs